# 風呂本武敏
風呂本 武敏（ふろもと たけとし、1935年6月9日- ）は、日本の英文学者、翻訳家。神戸大学名誉教授。

## 経歴
京都府生まれ。1958年京都大学文学部卒。1960年同大学院文学研究科修士課程修了。1961年玉川大学専任講師、1965年神戸大学教養部講師、1968年助教授、1975年教授、1992年国際文化学部教授、1999年定年退官、龍谷大学教授、2000年愛知学院大学文学部教授。2001年退職。
妻は英文学者の風呂本惇子。娘の風呂本佳苗はピアニストで、作家・芦辺拓の妻。

## 著書
- 『日米二つのキャンパスから 六甲そしてニューハンプシャー』（神文書院） 1992
- 『アングロ・アイリッシュの文学 ケルトの末裔』（山口書店） 1992
- 『詩ありて友あり』（山口書店） 1993
- 『W・H・オーデンとその仲間たち 1930年代の英国詩ノート』（京都修学社） 1996
- 『半歩の文化論 主にイギリス・アイルランドを中心に』（溪水社） 2002
- 『見えないものを見る力 ケルトの妖精の贈り物』（春風社） 2007
- 『華開く英国モダニズム・ポエトリ』（溪水社） 2017

### 編著
- 『ビデオで周遊・スコットランド』（北星堂書店） 1995
- 『ケルトの名残とアイルランド文化』（溪水社） 1999
- 『近・現代的想像力に見られるアイルランド気質』（溪水社） 2000
- 『アングロ・アイリッシュ文学の普遍と特殊』（田村章共編著、大阪教育図書） 2005
- 『テキストとコンテキストをめぐって W・B・イェイツの場合』（英宝社ブックレット） 2006
- 『アイルランド・ケルト文化を学ぶ人のために』（世界思想社） 2009

### 翻訳
- 『演説者たち』（W・H・オーデン、国文社） 1977
- 『現代アイルランド短編小説集』（風呂本惇子共訳、公論社） 1978
- 『新年の手紙』（W・H・オーデン、国文社） 1981
- 『真夜中の太陽 新ミステリーゾーン』（ロッド・サーリング、風呂本惇子共訳、山口書店） 1983
- 『しばしの間は』（W・H・オーデン、桜井正一郎共訳、国文社） 1986
- 『創作の場所』（シェイマス・ヒーニー、佐藤容子共訳、国文社） 2001
- 『翻訳とグローバリゼーション 新翻訳事始め』（マイケル・クローニン、穴吹章子,吉村育子,中尾幸子,今村啓子,宮川和子共訳、大阪教育図書） 2010
- 『ショーン・オフェイロン短編小説全集』全4巻（ショーン・オフェイロン、監訳、新水社） 2011 - 2018

- 『現代アイルランド女性作家短編集』（エドナ・オブライアン,メイヴ・ケリー, ジェニファー・ジョンストン,ジュリア・オフェイロン,クレア・ボイラン,メアリー・モリッシー,アン・エンライト,エマ・ドノヒュー、監訳、吉村育子,平敷亮子,団野恵美子,穴吹章子,中尾幸子,今村啓子,桑山孝子訳、新水社） 2016

## 参考
- J-GLOBAL